# Catalão balear
O balear, catalão balear ou catalão das Baleares (em catalão:  català balear), constitui uma família de dialetos do catalão que são falados nas Baleares, em Espanha. Os subdialetos que a compõem são o maiorquino em Maiorca, o minorquino em Minorca e o ibicenco nas ilhas Pitiusas, cuja variação linguística é formada em Ibiza e Formentera. A língua catalã era falada por habitantes do Principado da Catalunha, principalmente na parte oriental, onde se preservam as características dialetais relacionadas com as variantes destas áreas.
No censo de 2011, 861.232 entrevistados nas Ilhas Baleares afirmaram ser capazes de entender o catalão das Baleares ou do continente, em comparação com 111.912 entrevistados que não conseguiam entender; as proporções eram semelhantes em cada uma das ilhas.